# Joseph-von-Görres-Preis
Le Joseph-von-Görres-Preis (Prix Joseph-von-Görres), nommé après l'écrivain Joseph Görres, fut créé en 1935 par la Fondation Alfred Toepfer, était destiné à la région germanophone du Rhin moyen et inférieur (Lorraine, Luxembourg et Belgique orientale comprise). Le prix a été remis par l'université rhénane Frédéric-Guillaume de Bonn.

## Lauréats
- 1936 : Louis Pinck
- 1937 : Nicolas Welter
- 1938 : Heinrich Bischoff (1867-1940), germaniste[1]
- 1939 : Ernst Bertram, germaniste[1]
- 1940 : Nikolaus Warker[1]
- 1941 : Paul Clemen[1]
- 1942 : Adolf von Hatzfeld[1]